# Euphorbia paniculata
Espèce
Statut de conservation UICN

 LC  : Préoccupation mineure
Synonymes
- Euphorbia algeriensis Boiss. & Reut[2]
- Euphorbia algeriensis Boiss.[1] [3]
- Euphorbia paniculata subsp. paniculata[1] [3]
- Euphorbia welwitschii var. ramosissima Daveau[1] [3]

Euphorbia paniculata est une espèce de plantes à fleurs de la famille des Euphorbiacées poussant dans le sud de l'Europe et au Maghreb.

## Répartition
Cette espèce est présente au Portugal, en Espagne, au Maroc, en Algérie et en Tunisie.

## Liste des sous-espèces
Selon Catalogue of Life (25 juillet 2017) :
- sous-espèce Euphorbia paniculata subsp. monchiquensis (Franco & P.Silva) Vicens, Molero & C.Blanché
- sous-espèce Euphorbia paniculata subsp. paniculata
- sous-espèce Euphorbia paniculata subsp. welwitschii (Boiss. & Reut.) Vicens, Molero & C.Blanché